# NGC 6792
NGC 6792 је спирална галаксија у сазвежђу Лира која се налази на NGC листи објеката дубоког неба.
Деклинација објекта је + 43° 7' 56" а ректасцензија 19h 20m 57,3s. Привидна величина (магнитуда) објекта NGC 6792 износи 12,5 а фотографска магнитуда 13,3. NGC 6792 је још познат и под ознакама UGC 11429, MCG 7-40-2, CGCG 230-5, IRAS 19193+4302, PGC 63096.